# Колларс, Дмитрий
Дмитрий Колларс (нем. Dmitrij Kollars; род. 13 августа 1999, Бремен) — немецкий шахматист, гроссмейстер (2017), чемпион Германии (2024).
В 2015 году выиграл первенство Германии U-16.
В 2016 году принял участие в юношеском чемпионате мира (U-18), где занял 4 место (разделил 3—4 м., уступил по доп. показателю).
В 2017 году в возрасте 17 лет и 9 месяцев стал самым молодым немецким гроссмейстером.
Серебряный призёр чемпионата Германии (2019; делёж 1—2 м. с Н. Хушенбетом, уступил по доп. показателю).
В составе сборных Германии — победитель юношеского первенства Европы U-18 (2017), второй призёр Кубка Митропы (2016).
В командном чемпионате Германии выступал за «Hamburger SK» и «SF Deizisau».
Чемпион Германии 2024. Набрал 6 очков из 9 без поражений (+3 =6 -0).

## Спортивные результаты
| Год  | Город     | Турнир                                             | + | − | = | Результат | Место   |
| ---- | --------- | -------------------------------------------------- | - | - | - | --------- | ------- |
| 2014 | Ферден    | 85-й чемпионат Германии                            | 5 | 2 | 2 | 6 из 9    | [ 10 ]  |
| 2015 | Гранада   | «II Festival de Ajedrez Nazar Hotel Corona B (MI)» | 4 | 0 | 5 | 6½ из 9   | [ 11 ]  |
|      | Люнебург  | «VMCG Schachfestival GM-Turnier»                   | 1 | 1 | 7 | 4½ из 9   | [ 12 ]  |
| 2016 | Юрмала    | «Jurmala GM round robin»                           | 5 | 1 | 3 | 6½ из 9   | [ 13 ]  |
| 2017 | Будапешт  | «First Saturday GM March 2017»                     | 4 | 0 | 5 | 6½ из 9   | [ 14 ]  |
|      | Залакарош | «36th Zalakaros Chess Festival Sax Gyula Memorial» | 2 | 0 | 7 | 5½ из 9   | [ 15 ]  |
| 2019 | Магдебург | 90-й чемпионат Германии                            | 7 | 0 | 2 | 8 из 9    | 2 (1—2) |

## Изменения рейтинга
| Графики недоступны из-за технических проблем. См. информацию на Фабрикаторе и на mediawiki.org. |